# La fisica dei supereroi
La Fisica dei supereroi è un libro a sfondo scientifico che spiega, prendendo come punto di partenza le imprese dei più conosciuti supereroi del mondo dei fumetti, i principi della fisica classica e di quella quantistica. L'autore del libro è James Kakalios docente di fisica all'Università del Minnesota.
Nelle sue spiegazioni Kakalios non intende dimostrare che il mondo dei supereroi contraddice la scienza moderna, garantendo ai protagonisti dei fumetti qualche eccezione miracolosa alle leggi naturali. Al contrario, egli utilizza esempi come i salti di Superman, la velocità di Flash, la telepatia del Professor X degli X-Men per mostrare le leggi fisiche da un inusuale punto di vista, coprendo in questa maniera diversi argomenti, inclusi meccanica, termodinamica, elettromagnetismo, fino al mondo dei quanti.

## Edizioni
- James Kakalios, La fisica dei supereroi, Einaudi, 2007,  p. 396, ISBN 978-88-06-18392-9. Traduttore della versione italiana è Lorenzo Lilli.